# Pilis (berg)
De Pilis is de hoogste berg van het Pilisgebergte in Midden-Noord-Hongarije, in het Donauknie-bekken, met zijn 757 meter hoogte. De berg zelf en de rest van het massief is sterk begroeid en heeft geen kale toppen. Het stadje Piliscsaba en de stad Pilisvörösvár dragen gedeeltelijk zijn naam.